# أوتو فينينغر
كان أوتّو فينينغر (بالألمانية: Otto Weininger)‏ (3 أبريل 1880 – 4 أكتوبر 1903) فيلسوفًا نمساويًا، عاش في الإمبراطورية النمساوية المجرية. في عام 1903، نشر كتاب الجنس والشخصية، الذي حصد شعبية بعد انتحاره في عمر الثالثة والعشرين. اقتُبست أجزاء من عمله لاستخدامها في النظام النازي (لكنه اُدين في الوقت نفسه). كان لفينينغر تأثير كبير على لودفيغ فيتغنشتاين وأوغست ستريندبرغ، ونوعًا ما على جيمس جويس.

## حياته
ولد أوتّو فينينغر في 3 أبريل عام 1880 في فيينا، ابن اليهودي الصائغ ليوبولد فينينغر وزوجته أدلهيد. بعد التحاقه بالمدرسة الابتدائية وتخرجه من المدرسة الثانوية في شهر يوليو عام 1898، سجل فينينغر في جامعة فيينا في شهر أكتوبر من نفس السنة. درس الفلسفة وعلم النفس لكنه أخذ حصصًا في العلوم الطبيعية والطب أيضًا. تعلم فينينغر اليونانية واللاتينية والفرنسية والإنجليزية باكرًا جدًا، ولاحقًا الإسبانية والإيطالية أيضًا، واكتسب معرفة أساسية في اللغة السويدية والدنماركية/ النرويجية).
في خريف عام 1901 حاول فينينغر أن يجد ناشرًا لعمله الغريزة الجنسية والروح الذي قدمه لأستاذيه فريدريك جودل ولورينز مولنر كأطروحته في عام 1902. قابل سيغموند فرويد، الذي على أي حال، لم يوصي له بنشر النص. قَبِل أستاذاه الأطروحة، وتلقى فينينغر درجة الدكتوراه في شهر يوليو عام 1902. أصبح بعدها بوقت قصير -بكل فخر وحماس- بروتستانتيًا.
في عام 1902 ذهب فينينغر إلى بايرويت وهناك حضر عرضًا لأوبرا ريتشارد فاغنر بارسيفال، التي جعلته متأثرًا بشدة. عبْرَ درسدن وكوبنهاغن صنع طريقه إلى أوسلو وحضر هناك لأول مرة مسرحية هنريك إبسن الدرامية بيير جينت على المسرح. بعد عودته إلى فيينا عانى فينينغر من نوبات اكتئاب حادة. وبدأ قراره بقتل نفسه يتشكل شيئًا فشيئًا في ذهنه؛ لكن، بعد نقاش طويل مع صديقه أرتر غيربر، أدرك فينينغر أنه «لم يحن الوقت بعد».
في شهر يونيو من عام 1903، وبعد أشهر من العمل المركز، نُشر كتابه الجنس والشخصية -بحث أساسي-  وهو محاولة «لوضع العلاقات الجنسية تحت ضوء جديد وحاسم» وذلك من قِبل ناشري فيينا برامولر وشركاه. احتوى الكتاب على أطروحته، وأضيفت إليها ثلاثة فصول مهمة: (الثاني عشر) «طبيعة المرأة وعلاقتها مع الكون»، (الرابع عشر) «اليهودية»، (الخامس عشر) «النساء والإنسانية».
في حين لم يتلقّ الكتاب أصداء سلبية لكنه لم يحقق الضجة المتوقعة. هوجم فينينغر من قِبل بول يوليوس موبيوس، أستاذ في لايبزغ ومؤلف كتاب حول القصور السيكولوجي للنساء، واتُهم بالسرقة الأدبية. خاب ظنه بقوة وبدا عليه الاكتئاب، ذهب فينينغر إلى إيطاليا.
بعودته إلى فيينا، أمضى آخر خمسة أيام من حياته مع والديه. في 3 أكتوبر أخذ غرفة في منزل في شفارتز شبانيغشتغاسيه 15 في المكان الذي توفي فيه لودفيج فان بيتهوفن. طلب من مالكة المنزل ألا يُزعجه أحد قبل الصباح إذ قرر أن يعمل وأن يذهب إلى النوم في وقت متأخر. كتب في هذه الليلة رسالتين، واحدة لوالده، والأخرى لأخيه ريتشارد، مخبرًا إياهما بأنه سيقتل نفسه.
في 4 أكتوبر وُجد فينينغر مُصابًا إصابة قاتلة، مُطلقًا على نفسه في الصدر. توفي في مشفى فيينا العام، ودُفن في مقبرة ماتزلينسدورف البروتستانتية في فيينا.

## الجنس والشخصية
يناقش كتاب الجنس والشخصية بأن كل الأشخاص مكونون من مزيج ذكري وأنثوي، ويحاول دعم وجهة النظر هذه بشكل كبير. عنصر الذكورة فعّال ومُنتج وواعٍ وأخلاقي/ منطقي، بينما عنصر الأنوثة خامل وغير مُنتج وغير واعٍ ولا أخلاقي/ لا منطقي. يقول فينينغر إن التحرر ممكن بحالة «ذكورية المرأة» -مثل بعض الشاذات جنسيًا- وإن حياة الأنثى تُستهلك بالوظيفة الجنسية: بالفعل كعاهرة، وبالإنتاج كأم.
المرأة «وسيط للزواج». على العكس من ذلك، واجب الذكر، أو السمة الذكرية للشخصية، هو أن يسعى ليصبح عبقريًا، وأن يتخلى عن الجنس من أجل الحب التجريدي للوجود المطلق، الله، الذي يجده داخل نفسه.
جزء كبير من كتابه هو حول طبيعة العبقرية. يقول فينينغر إنه لا يوجد شيء كشخص عبقري في الرياضيات أو الموسيقا، لكن هنالك فقط العبقري الكلي، الذي يوجد عنده كل شيء ويبدو منطقيًا. فكّر في أن هكذا عبقرية ربما توجد عند كل الأشخاص بدرجة معينة.
في فصل مختلف من الكتاب، حلل فينينغر -وهو يهودي تحول للمسيحية عام 1902-  الأنماط اليهودية الأولى على أنها أنثوية، ولهذا هي لا دينية بشكل كبير، دون فردية (روح) حقيقية، ودون حس بين الخير والشر. توصف المسيحية «بالمظهر الأسمى للإيمان الأعلى»، بينما توصف اليهودية بـ «الجبن الأقصى». يشجب فينينغر اضمحلال الأيام الحالية، وينسب الكثير منها إلى الشخصية الأنثوية (أو بشكل مطابق، «اليهودية»).

## حول اليهودية والانحلال والأنوثة
عصرنا، ليس فقط أكثر يهودية، لكن أيضًا الأكثر خنوثة من بين كل العصور؛ عصر انحدر فيه الفن لدرجة أصبح فيها يمثل جزءًا وهميًا من جوهره الحقيقي؛ عصر الإباحية الأكثر فوضوية، دون أي فهم لحالة الأمور وللعدالة؛ عصر القواعد الجماعية للأنواع؛ عصر يُنظر فيه للتاريخ بعدم جدية مثير للدهشة [المادية التاريخية]؛ عصر الرأسمالية والماركسية؛ عصر يكون فيه التاريخ والحياة والعلم لا تعني شيئًا بعد الآن، باستثناء الاقتصاد والتكنولوجيا؛ عصر تُعلن فيه العبقرية شكلًا من أشكال الجنون، بينما لا يملك هذا العصر بعد الآن فنانًا عظيمًا واحدًا أو فيلسوفًا؛ عصر الأصالة القليلة ومطالبها الأكبر؛ العصر الذي يتباهى بكونه أول من يمجد الإثارة الجنسية، ولكن ليس بهدف نسيان المرء لنفسه، كما فعل الرومان أو اليونانيون في عيد باخوس، بل بهدف وهم إعادة اكتشاف المرء لنفسه وإعطاء معنى لزهوّه.
انتحار فينينغر في منزلٍ في فيينا، في المكان الذي توفي فيه بيتهوفن -الرجل الذي اعتُبر الأعظم عبقرية من بين الجميع- جعله قضية شهيرة، استوحيت منه انتحارات مشابهة، وشكل اهتمامًا أكبر لكتابه. تلقى الكتاب انتقادات حارّة من قِبل أوغست ستريندبرغ، الذي كتب أنه «ربما حلّ المسألة الأصعب من بين كل المسائل»، «مسألة المرأة». وأكثر من ذلك، جذب انتباه نيقولا بيرديائيف، الذي قال إنه «بعد نيتشه لم يكن هناك للآن (حتى مجيء فينينغر) في هذه الثقافة [الألمانية المعاصرة] العابرة شيء استثنائي لتلك الدرجة».

## تأثيره على فيتغنشتاين
قرأ لودفيغ فيتغنشتاين الكتاب وهو صبي في المدرسة وأعجب به بشدة، أدرجه لاحقًا كأحد مصادر التأثير عليه وأوصى به لأصدقائه. قال فيتغنشتاين إنه فكر ذات مرة عن فينينغر بأنه «عبقري عظيم». بيد أنه، اقترن إعجاب فيتغنشتاين العميق لفكر فينينغر باختلاف جوهري في عمله. يكتب فيتغنشتاين لجورج إدوارد مور: «ليس ضروريًا أو حتى ليس ممكنًا الاتفاق معه، لكن تقع العظمة في ذلك الذي نختلف عليه. سوء فهمه الكبير هو الأمر العظيم». في نفس الرسالة لمور، أضاف فيتغنشتاين أنه إذا أراد أحد أن يضع إشارة سلبية على كتاب  الجنس والشخصية، فإنه سيعبّر عن حقيقة مهمة؛ وهي أنه لم يختلف مع فينينغر نقطة بنقطة لكن ككل.

## فينينغر والنازيون
استخدمت البروباغندا النازية أجزاء متفرقة من كتابات فينينغر، على الرغم من حقيقة أن فينينغر احتج بقوة على أفكار العِرق (العنصرية) التي تحددت بمفهوم النازية. في حواراته الخاصة، ذكر هتلر تعليقًا قاله مستشاره ديتغيش إيكارت حول فينينغر: «عرفت يهوديًا شريفًا واحدًا لكنه انتحر....».
يكتب فينينغر في الفصل تحت عنوان «اليهودية» في كتابه الجنس والشخصية:
اخترت العرق اليهودي كموضوع للنقاش، لأنه -كما سيظهر- يُبرز أشد المصاعب وأكثرها جسامةً لآرائي.
لكن، يجب عليّ أن أوضح ما أعنيه باليهودية؛ لا أعني عرقًا ولا شعبًا ولا عقيدة مُسلّمة. أفكر بها كاتجاه فكري، بنية سيكولوجية متوافرة للجنس البشري كله، لكنها أصبحت ملموسة بأبرز شكلٍ لها بين اليهود فقط. ستؤكد معاداة السامية نظرتي هذه.

## روابط خارجية
- أوتو فينينغر على موقع الموسوعة البريطانية (الإنجليزية)